# Draguignan
Draguignan ist eine französische Stadt im Département Var in der Region Provence-Alpes-Côte d’Azur. Draguignan liegt in der Nähe der Bahnstrecke Marseille–Nizza und der Autobahn A 8 (La Provençale) und hat 40.789 Einwohner (Stand 1. Januar 2022). Der Verwaltungssitz des Gemeindeverbands Dracénie Provence Verdon Agglomération befindet sich in der Gemeinde. Die Bewohner werden Dracenois und Dracenoises genannt.
Die Gemeinde erhielt 2023 die Auszeichnung „Drei Blumen“, die vom Conseil national des villes et villages fleuris (CNVVF) im Rahmen des jährlichen Wettbewerbs der blumengeschmückten Städte und Dörfer verliehen wird.

## Geografie
Draguignan liegt in der Provence etwa 62 Kilometer nordöstlich von Toulon und etwa 40 Kilometer südwestlich von Grasse an der Nartuby.
Umgeben wird Draguignan von den neun Nachbargemeinden:
| Ampus   | Châteaudouble                               | Figanières |
| Flayosc | Kompassrose, die auf Nachbargemeinden zeigt |            |
| Lorgues | Taradeau Les Arcs Trans-en-Provence         | La Motte   |

## Geschichte
Im Jahr 154 v. Chr. drangen römische Legionen unter der Führung von Quintus Opimius in die Küsten Kelto-Liguriens (Südfrankreich) ein, um die griechischen Kolonien Antipolis (Antibes) und Níkaia (Nizza) zu verteidigen.
Die Römer überließen die Küste ihren Verbündeten, nahmen das Landesinnere in Besitz und errichteten ein befestigtes Lager in der Stadt Antéa, deren Name dem Weiler Antier entspricht, der wenige Kilometer vom heutigen Zentrum von Draguignan entfernt liegt, dem damaligen Herrschaftsgebiet von den Suelter, ein den Kelto-Ligurern assimiliertes Volk.
Da sie sich der römischen Besatzung nicht unterwerfen wollten, flüchteten die Suelter in die Wälder von Malmont (Mauvais mont), wo sie ihren Unterdrückern eine Zeit lang Widerstand leisteten, bevor sie sich unterwarfen. Im Geiste der Unabhängigkeit vom römischen Joch bauten sie jedoch neue Häuser auf dem Gipfel dieses Berges, der Draguignan überragt, und nannten diesen Ort „Griminum“, „Ginium“ oder „Guignan“.
Wenn der Ursprung des Namens Draguignan jedoch aus der Römerzeit stammt, geht eine andere Interpretation davon aus, dass die Stadt ihren Namen „Draconius“ verdankt, dem Grundbesitzer des Landguts Dragonianum, da die galloromanischen Besitztümer ihren Namen von ihrem Besitzer erhielten, gefolgt vom abschließenden Suffix „Anum“.
Alle mittelalterlichen Texte (der älteste datiert von 909) geben seine lateinische Form „Dragonianum“ oder „Draguinianum“ mit geringen Varianten an.
Im Zweiten Weltkrieg befand sich Frankreich unter deutscher Besatzung. Am 17. August 1944 wurde Draguignan befreit.

## Bevölkerungsentwicklung
| Draguignan: Einwohnerzahlen von 1793 bis 2016                                                                              | Draguignan: Einwohnerzahlen von 1793 bis 2016 | Draguignan: Einwohnerzahlen von 1793 bis 2016 | Draguignan: Einwohnerzahlen von 1793 bis 2016 | Draguignan: Einwohnerzahlen von 1793 bis 2016 |
| --- | --------------------------------------------- | --------------------------------------------- | --------------------------------------------- | --------------------------------------------- |
| Jahr |                                               |                                               |                                               | Einwohner                                     |
| 1793 | 1793                                          |                                               | 6.113                                         | 6.113                                         |
| 1800 | 1800                                          |                                               | 6.561                                         | 6.561                                         |
| 1806 | 1806                                          |                                               | 8.010                                         | 8.010                                         |
| 1821 | 1821                                          |                                               | 8.616                                         | 8.616                                         |
| 1831 | 1831                                          |                                               | 9.804                                         | 9.804                                         |
| 1836 | 1836                                          |                                               | 9.794                                         | 9.794                                         |
| 1841 | 1841                                          |                                               | 8.588                                         | 8.588                                         |
| 1846 | 1846                                          |                                               | 9.876                                         | 9.876                                         |
| 1851 | 1851                                          |                                               | 8.972                                         | 8.972                                         |
| 1856 | 1856                                          |                                               | 11.052                                        | 11.052                                        |
| 1861 | 1861                                          |                                               | 10.082                                        | 10.082                                        |
| 1866 | 1866                                          |                                               | 9.819                                         | 9.819                                         |
| 1872 | 1872                                          |                                               | 9.446                                         | 9.446                                         |
| 1876 | 1876                                          |                                               | 9.223                                         | 9.223                                         |
| 1881 | 1881                                          |                                               | 9.133                                         | 9.133                                         |
| 1886 | 1886                                          |                                               | 9.753                                         | 9.753                                         |
| 1891 | 1891                                          |                                               | 9.816                                         | 9.816                                         |
| 1896 | 1896                                          |                                               | 9.963                                         | 9.963                                         |
| 1901 | 1901                                          |                                               | 9.671                                         | 9.671                                         |
| 1906 | 1906                                          |                                               | 9.770                                         | 9.770                                         |
| 1911 | 1911                                          |                                               | 9.974                                         | 9.974                                         |
| 1921 | 1921                                          |                                               | 9.199                                         | 9.199                                         |
| 1926 | 1926                                          |                                               | 9.441                                         | 9.441                                         |
| 1931 | 1931                                          |                                               | 11.418                                        | 11.418                                        |
| 1936 | 1936                                          |                                               | 12.130                                        | 12.130                                        |
| 1946 | 1946                                          |                                               | 11.801                                        | 11.801                                        |
| 1954 | 1954                                          |                                               | 13.402                                        | 13.402                                        |
| 1962 | 1962                                          |                                               | 14.522                                        | 14.522                                        |
| 1968 | 1968                                          |                                               | 18.376                                        | 18.376                                        |
| 1975 | 1975                                          |                                               | 21.448                                        | 21.448                                        |
| 1982 | 1982                                          |                                               | 26.667                                        | 26.667                                        |
| 1990 | 1990                                          |                                               | 30.183                                        | 30.183                                        |
| 1999 | 1999                                          |                                               | 32.829                                        | 32.829                                        |
| 2006 | 2006                                          |                                               | 35.500                                        | 35.500                                        |
| 2011 | 2011                                          |                                               | 37.501                                        | 37.501                                        |
| 2016 | 2016                                          |                                               | 40.053                                        | 40.053                                        |
| Quelle(n): EHESS/Cassini bis 1999, INSEE ab 2006 Anmerkung(en): Ab 1962 offizielle Zahlen ohne Einwohner mit Zweitwohnsitz |                                               |                                               |                                               |                                               |

## Verwaltung
Draguignan ist Sitz einer Unterpräfektur, nachdem es bis 1974 Hauptstadt des Département Var war.

## Militär
Draguignan zählt zu den größten Garnisonen des französischen Heeres. Die Stadt ist Sitz der Militärschulen von Draguignan (Écoles militaires de Draguignan [kurz: EMD]), diese sind: die französische Infanterieschule (École de l'infanterie) und die französische Artillerieschule (École d'Artillerie). Des Weiteren gibt es eine sogenannte Verteidigungsbasis (Base de défense) und eine Versorgungs- und Materialbasis (5e BSMAT). An den Militärschulen von Draguignan gibt es auch einen deutschen Heeresverbindungsstab, welcher die Kompetenzbereiche Infanterie und Artillerie abdeckt und damit einen Beitrag zur deutsch-französischen Kooperation im militärischen Bereich leistet.

## Partnerstädte
Draguignan unterhält seit 1989 eine Städtepartnerschaft zur deutschen Stadt Tuttlingen in Baden-Württemberg. Seit 2008 besteht auch ein Freundschaftsvertrag mit der Schweizer Gemeinde Bex im Kanton Waadt.

## Klima
|                        | Jan  | Feb  | Mär  | Apr  | Mai  | Jun  | Jul  | Aug  | Sep  | Okt  | Nov  | Dez  |   |      |
| Mittl. Temperatur (°C) | 6    | 6,5  | 9,8  | 13,1 | 17,2 | 21,8 | 24,3 | 24,1 | 19,9 | 15,7 | 10,4 | 6,9  | ⌀ | 14,7 |
| Mittl. Tagesmax. (°C)  | 10,5 | 11,4 | 14,8 | 17,9 | 21,9 | 26,7 | 29,4 | 29,3 | 24,7 | 19,8 | 14,4 | 11,3 | ⌀ | 19,4 |
| Mittl. Tagesmin. (°C)  | 2,3  | 2    | 4,8  | 7,9  | 11,7 | 15,9 | 18,4 | 18,3 | 15   | 11,6 | 6,8  | 3,3  | ⌀ | 9,9  |
|                        |      |      |      |      |      |      |      |      |      |      |      |      |   |      |
| Niederschlag (mm)      | 61   | 53   | 56   | 77   | 67   | 47   | 22   | 27   | 70   | 103  | 117  | 72   | Σ | 772  |
|                        |      |      |      |      |      |      |      |      |      |      |      |      |   |      |
| Sonnenstunden (h/d)    | 6,5  | 7,5  | 8,8  | 10,0 | 11,5 | 12,6 | 12,8 | 11,8 | 9,9  | 7,7  | 6,7  | 6,3  | ⌀ | 9,4  |
|                        |      |      |      |      |      |      |      |      |      |      |      |      |   |      |
| Regentage (d)          | 5    | 5    | 5    | 7    | 7    | 5    | 3    | 4    | 5    | 7    | 7    | 6    | Σ | 66   |
|                        |      |      |      |      |      |      |      |      |      |      |      |      |   |      |
| Luftfeuchtigkeit (%)   | 75   | 72   | 68   | 67   | 65   | 61   | 56   | 58   | 65   | 74   | 77   | 75   | ⌀ | 67,7 |

| 2,3 |

| 2 |

| 4,8 |

| 7,9 |

| 11,7 |

| 15,9 |

| 18,4 |

| 18,3 |

| 15 |

| 11,6 |

| 6,8 |

| 3,3 |

| 2,3 |

| 2 |

| 4,8 |

| 7,9 |

| 11,7 |

| 15,9 |

| 18,4 |

| 18,3 |

| 15 |

| 11,6 |

| 6,8 |

| 3,3 |

Das Klima ist als „Sommerheißes Mittelmeerklima“ (Csa-Klima) nach Köppen und Geiger klassifiziert. Luftfeuchtigkeit und Regentage sind in den Sommermonaten Juli und August besonders niedrig. Die Angaben von Temperatur, Niederschlag, Regentag und Luftfeuchtigkeit basieren auf Daten von 1991 bis 2021, Sonnenstunden auf Daten von 1999 bis 2019.

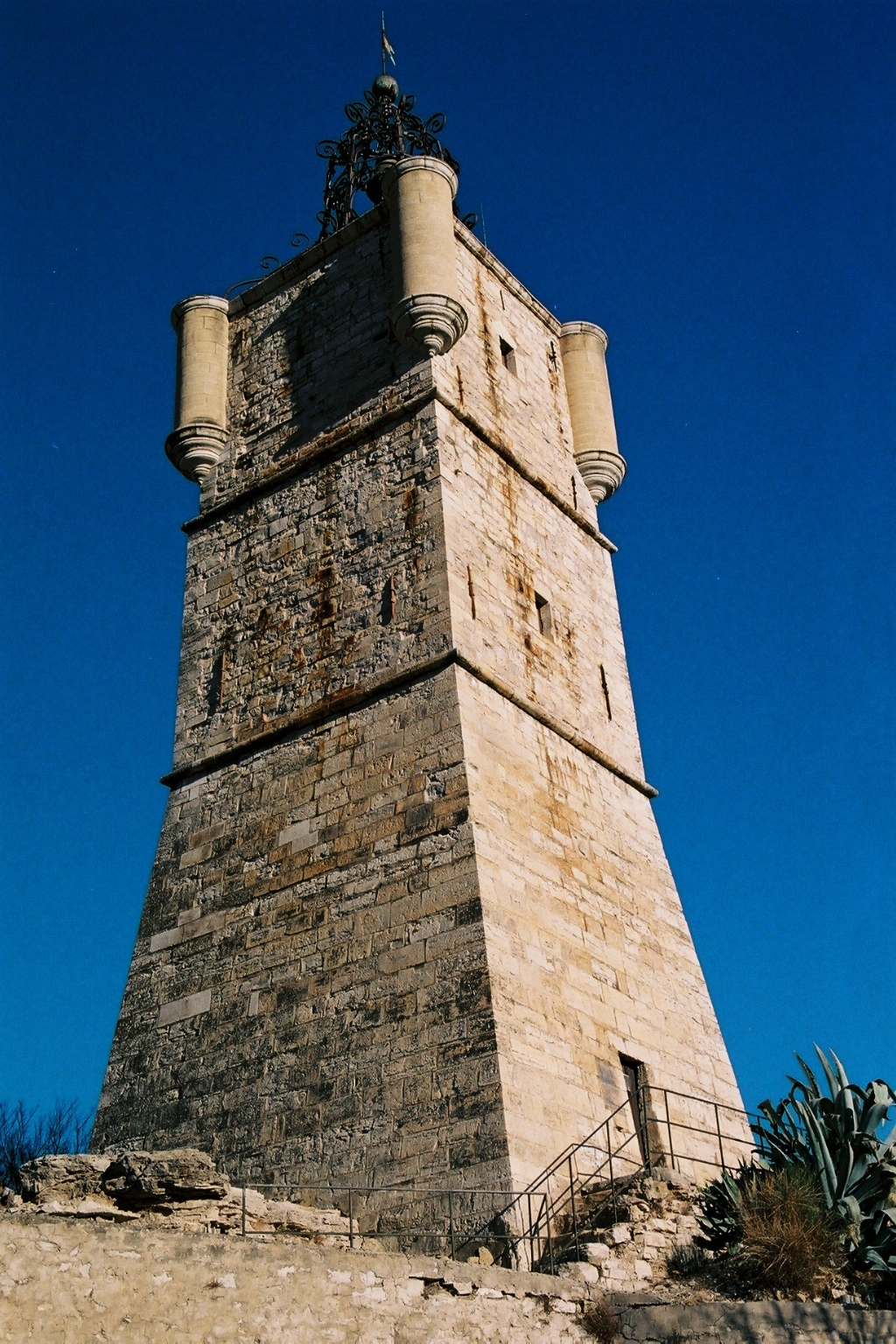
Tour de l'Horloge in Draguignan

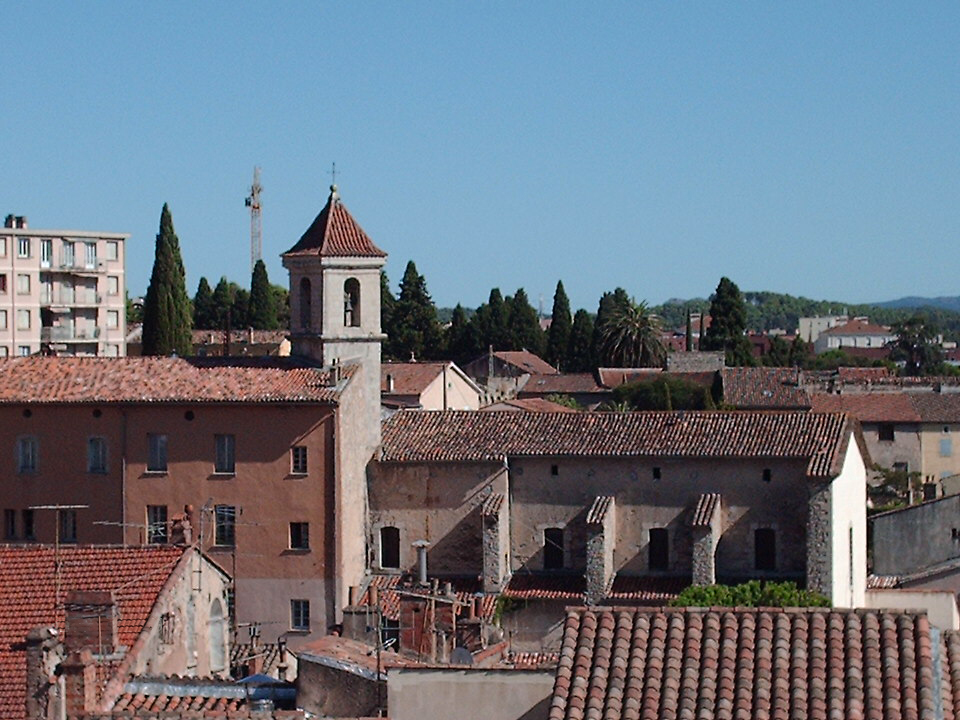
Ehemaliger Konvent der Kapuziner

## Sehenswürdigkeiten
- Die Kapelle Saint-Hermentaire erscheint derzeit als ein zusammengesetztes Gebäude, das in vier aufeinanderfolgenden Phasen zahlreichen Bauten und Umbauten unterzogen wurde: Hochmittelalter oder 11. oder 12. Jahrhundert (Bau), 13. Jahrhundert, zweites Viertel des 16. Jahrhunderts und schließlich letztes Viertel des 17. Jahrhunderts. Der heutige Glockenturm ist eine Schöpfung aus dem 19. Jahrhundert. Die Kapelle birgt zahlreiche Ausstattungsgegenstände, die in der Base Palissy gelistet sind und ist seit 2014 als Monument historique klassifiziert.
- Das Haus in der Rue de Trans, genannt „La Reine Jeanne“, stammt aus dem 16. Jahrhundert und ist seit 1926 als Monument historique eingeschrieben.
- Beim ehemaligen Konvent der Kapuziner handelt es sich um ein Gebäude aus dem 17. und 18. Jahrhundert, das die Stadt 1791 erwarb, um das städtische Krankenhaus dorthin zu verlegen. Das Ganze besteht aus einem Hauptgebäude einschließlich der Kapelle und drei durch Galerien verteilten Flügeln. Die gut erhaltene Kapelle ist repräsentativ für die Klosterarchitektur der frühen Neuzeit. Seine nüchterne Verzierung beschränkt sich auf die architektonische Verzierung aus behauenem Stein. Es ist seit 2014 als Monument historique eingeschrieben.
- Der Uhrenturm datiert aus dem 17. Jahrhundert und ist seit 1996 als Monument historique eingeschrieben.
- Die ehemalige Kapelle Saint-Sauveur aus dem 12./13. Jahrhundert war ehemals die Burgkapelle und ist seit 1993 als Monument historique eingeschrieben.
- Amerikanischer Soldatenfriedhof (Operation Dragoon)
- Artilleriemuseum
- Museum der Künste und Volkstradition
- Pierre de la Fée (Stein der Fee), seit 1889 als Monument historique klassifiziert, und andere Dolmen im Umkreis
- Archäologische Überreste auf dem Landgut Saint-Hermentaire, seit 1951 als Monument historique eingeschrieben
- Mittelalterliche Häuser in der Rue Juiverie, seit 1996 als Monument historique eingeschrieben
- Pfarrkirche Saint Michel
- Die Gemeinde ist als Zugangsort mit dem Regionalen Naturpark Verdon assoziiert.

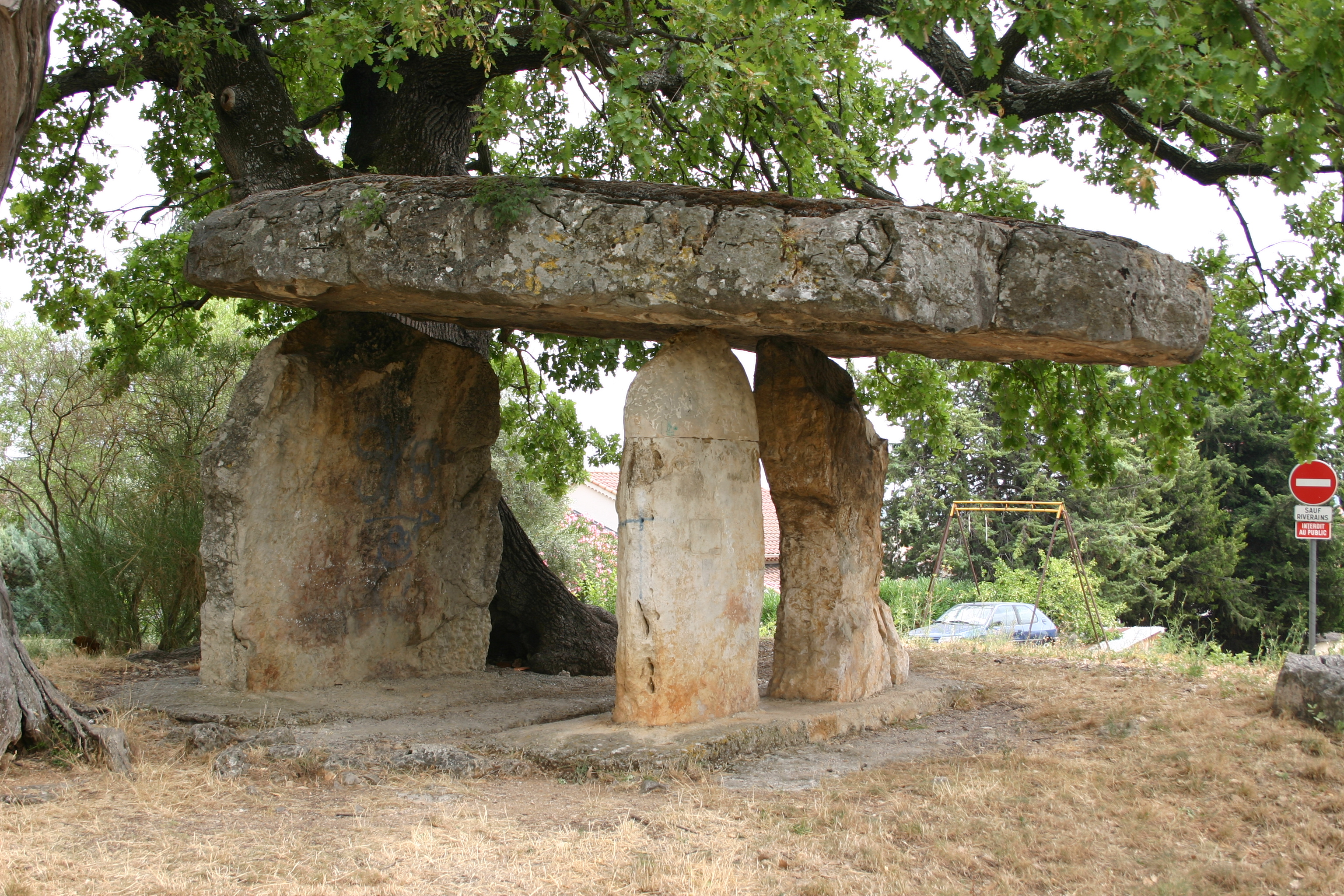
Aus der Mitte des 3. Jahrtausends v. Chr. stammende Dolmen Pierre de la Fée.
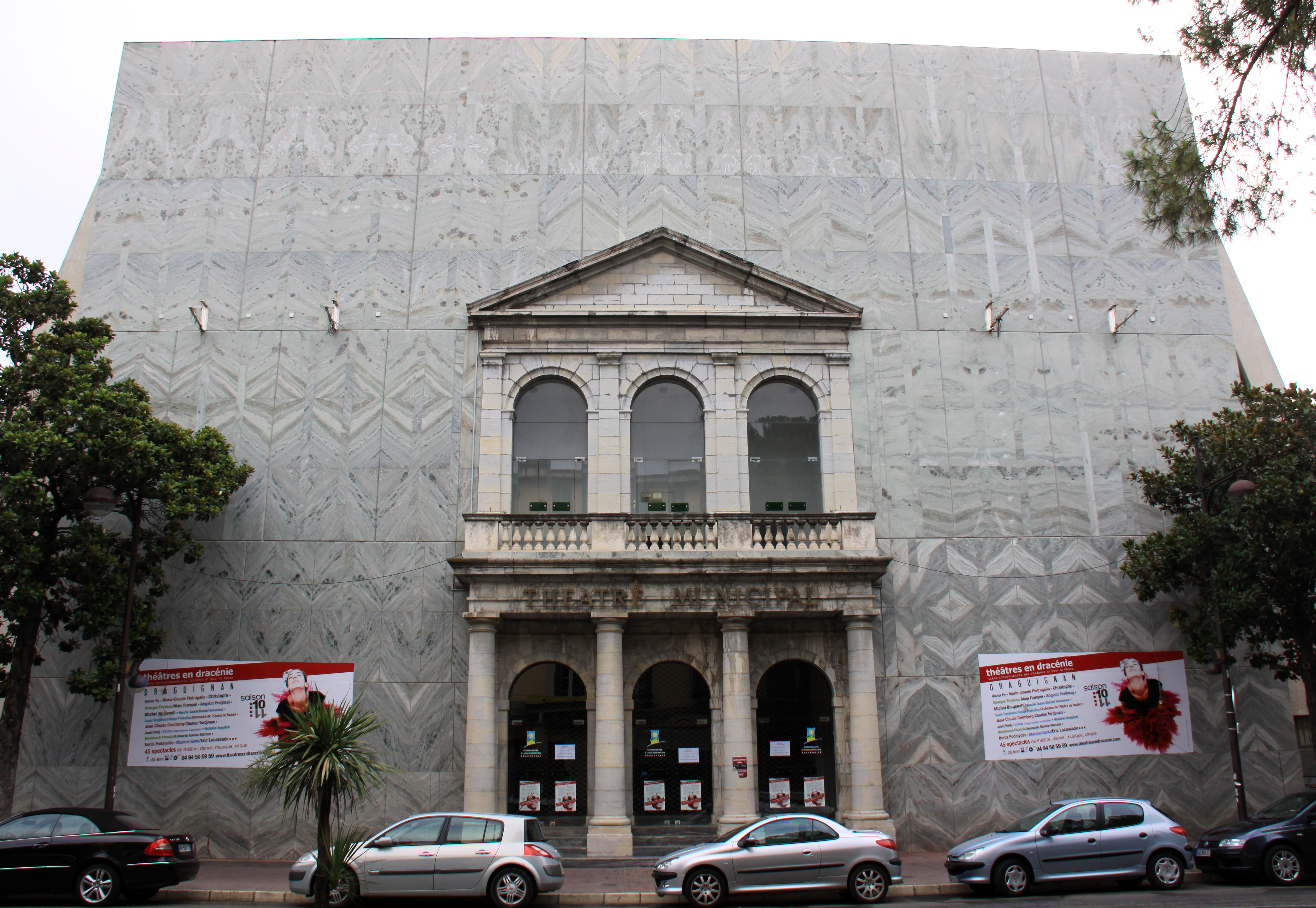
Stadttheater von Draguignan (Théatre Municipal).
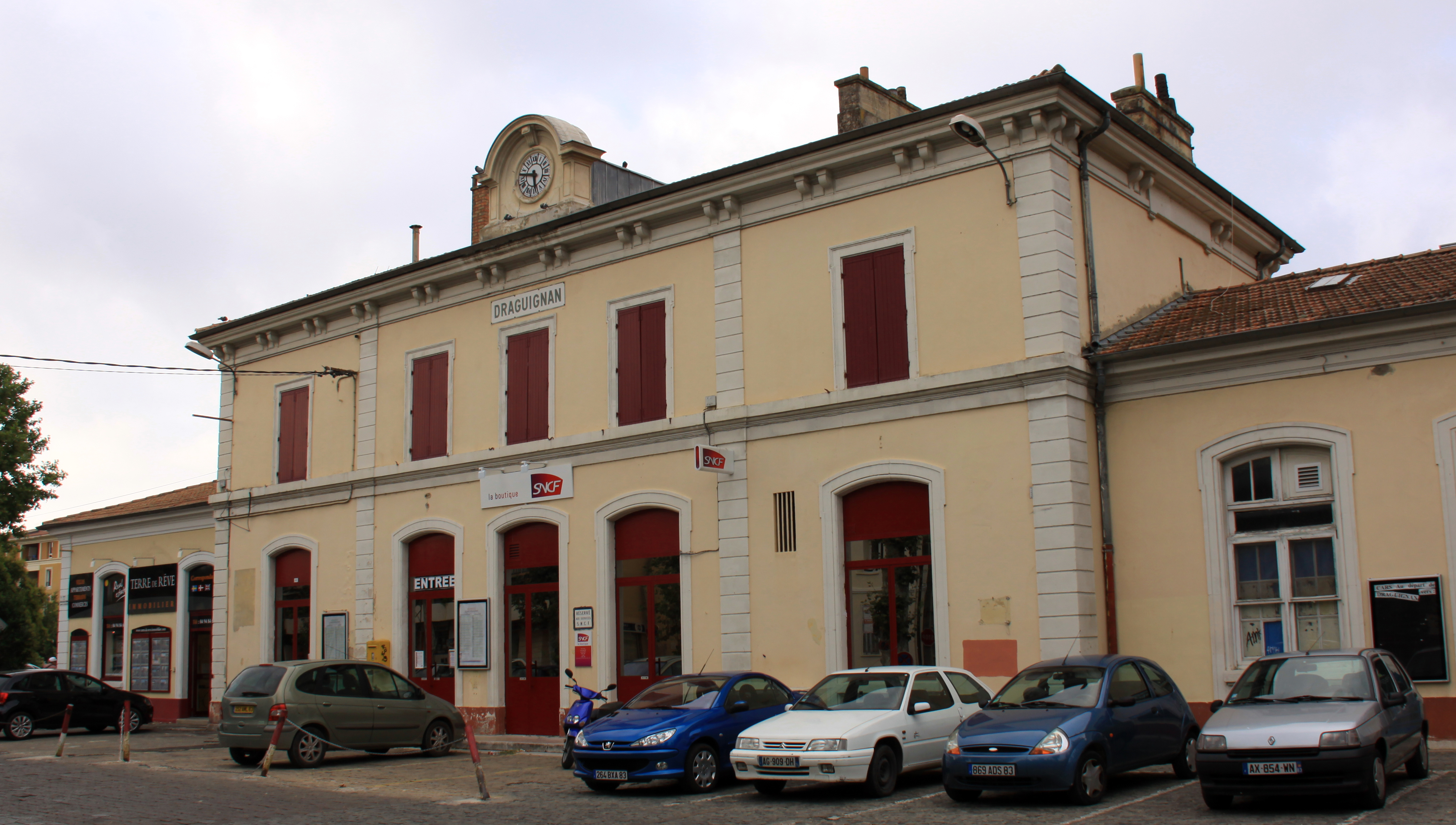
Bahnhof von Draguignan, der sich offiziell auch nach der Stilllegung des Streckenabschnitts Les Arcs – Draguignan noch so nennt.

## Persönlichkeiten

### Personen mit Beziehung zu Draguignan
- Louis Moréri (* 1643; † 1680), Enzyklopädist, studierte in Draguignan
- Maximin Isnard (* 1751/55/58?; † 1825), Politiker während der Französischen Revolution
- François-Juste-Marie Raynouard (* 1761; † 1836), Dramatiker und Philologe
- Joseph Collomp (1865–1946), Politiker und langjähriger Bürgermeister der Stadt; starb hier.
- Henri Mulet (* 1878; † 1967), Organist und Komponist, starb in Draguignan
- Jean-Marie Auberson (* 1920; † 2004), Dirigent, starb in Draguignan
- Michel Constantin (* 1924; † 2003), Schauspieler, starb in Draguignan
- Erich Goldschmidt, französischer Offizier († 2010), starb in Draguignan
- Philippe Séguin (* 1943; † 2010), Politiker, ging in Draguignan zur Schule

### Söhne und Töchter der Stadt
In Draguignan geboren wurden:
- 1800: Claude Gay, Botaniker und Reisender
- 1809: Abel Douay, General
- 1817: Hippolyte Mège-Mouriés, Chemiker
- 1904: Lily Pons, Sopranistin
- 1927: Yvette Bonnay, Kostümbildnerin
- 1927: Jean Tordo, Jazzmusiker
- 1947: Alain Connes, Mathematiker
- 1989: Charlotte Morel, Profi-Triathletin